# Verlagsgruppe Milchstraße
Die Verlagsgruppe Milchstraße, oft auch in Eigenschreibweise Verlagsgruppe Milchstrasse, war eine deutsche Verlagsgruppe aus Hamburg.

## Geschichte
Die Verlagsgruppe ging 1990 aus dem 1975 in Hamburg von Dirk Manthey gegründeten Kino Verlag mit seiner Zeitschrift Cinema hervor, die sich mit etwa 250.000 verkauften Exemplaren zur größten europäischen Filmzeitschrift entwickelte. 1989 besorgte sich Manthey das notwendige Kapital für seine Expansionspläne vom italienischen Rizzola-Verlag, der 1989 mit 75 Prozent beim Kino Verlag einstieg. 1990 wurde der Verlag mit anderen Verlagsteilen zur Verlagsgruppe Milchstraße vereinigt, die nach der Milchstraße, einer Seitenstraße des Mittelwegs in Hamburg-Rotherbaum benannt wurde. Die Verlagsgruppe führte in innovativer Form viele neue Zeitschriftentitel ein, die in den 1990er-Jahren den Markt revolutionierten, darunter das erste in einem zweiwöchentlichen Turnus erscheinende Magazin TV Spielfilm, aber auch Fit for Fun, Max, Kino, Video Plus, Bellevue oder Amica. Vor allem im Lifestyle- und Fernsehbereich war die Gruppe hierbei aktiv. 1999 wurde sie als „innovativster Verlag Deutschlands“ betitelt. Im Zuge der Vermarktung der Zeitschrift Tomorrow gründete sie auch die Tomorrow Internet AG.
Die Verlagsgruppe Milchstraße geriet nach dem Platzen der Internetblase in die Krise und musste einen starken Einbruch bei den Werbeeinnahmen hinnehmen. 2003 erzielte die Gruppe noch einen Umsatz von 160 Millionen Euro, nachdem zur besten Zeit im Jahr 2000 der Umsatz bei 250 Millionen Euro gelegen hatte. Etwa 800 Mitarbeiter waren zu dieser Zeit für die Gruppe tätig. Nach fast 30 Jahren – inklusive der Anfänge als Kino Verlag – wurde sie Ende 2004 vom Münchener Medienkonzern Hubert Burda Media übernommen, der bereits seit 1995 an der Gruppe beteiligt war, und gehörte fortan dort zum Bereich Burda News Group. Dabei übernahm Burda Anteile der italienischen Gruppe RCS Media Group. Die Verlagsgruppe Milchstraße hat ihren Sitz seit 2009 im Christoph-Probst-Weg im Stadtteil Eppendorf. Sie wurde aber in der Folge nach und nach verkleinert und in ihre Bestandteile zerlegt. 2010 kam die Gruppe mit dem Focus-Magazin-Verlag unter ein gemeinsames Dach, Burda-Vorstandsmitglied Philipp Welte übernahm die Leitung.